# カーソン・マッカラーズ

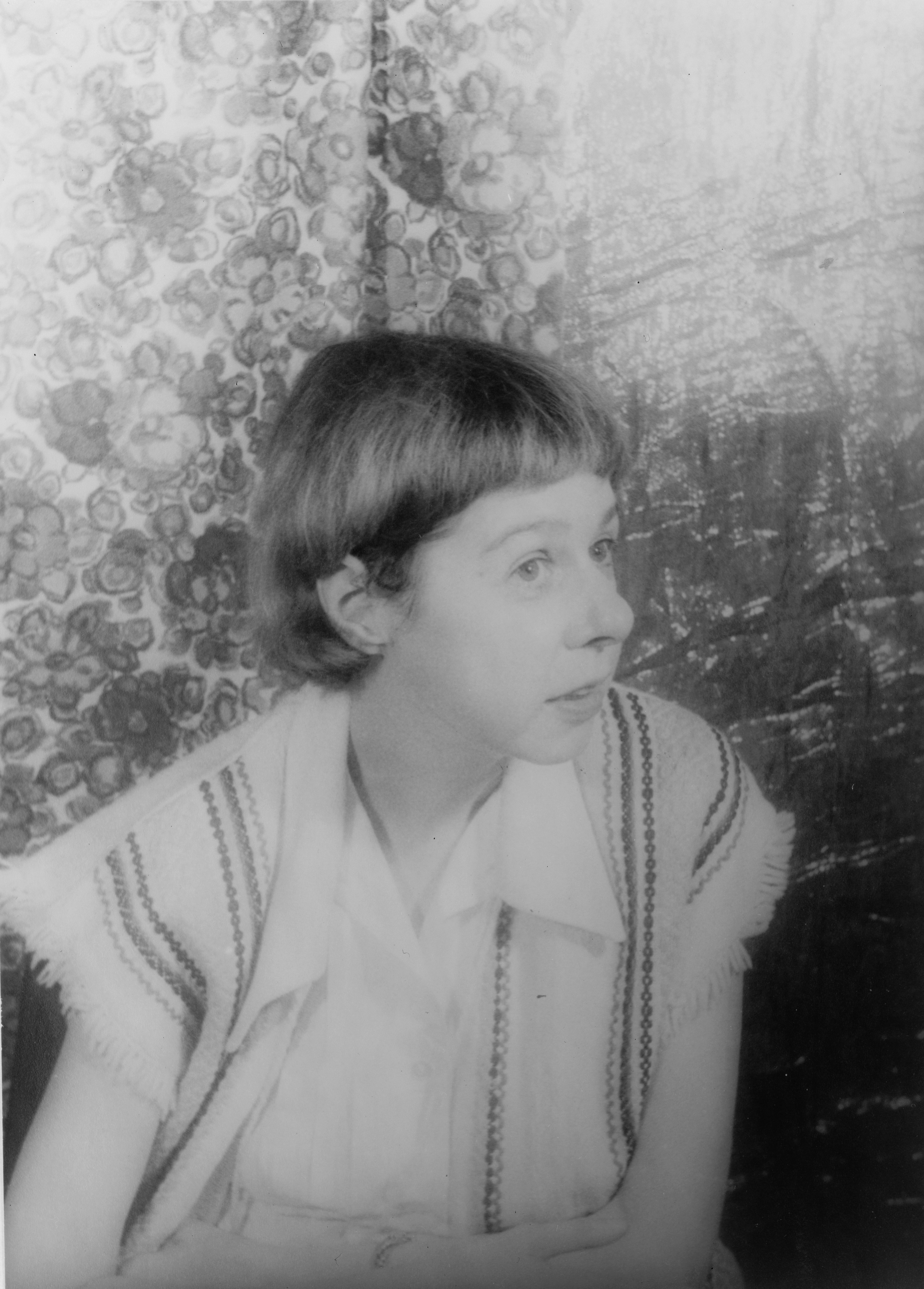
カーソン・マッカラーズ
（1959年、カール・ヴァン・ヴェクテン撮影）

カーソン・マッカラーズ（Carson McCullers、本名：Lula Carson Smith、1917年2月19日 - 1967年9月29日）は、アメリカの作家。エッセイや詩だけでなく、小説、短編、戯曲を書いた。処女小説『心は孤独な狩人』（原題：The Heart is a Lonely Hunter）ではアメリカ南部を舞台に、社会に順応できない人間や排除された人間の魂の孤独を探究した。他の小説も同様のテーマを扱い、南部に舞台を置いている。

## 幼年期
ルーラ・カーソン・スミスは、1917年ジョージア州コロンブスの中産階級の家に誕生した。彼女の母は、大農園所有者で南部同盟の英雄の孫娘である。父はフランスユグノーの血すじの時計職人で宝石商だった。彼女は5歳からピアノのレッスンを受け、15歳のときに父からタイプライターをもらった。
2年後、彼女はピアノの勉強のため、ニューヨークのジュリアード音楽院の音楽部門に送られたが、授業料のために取っておいたお金をなくしてしまって、1度も学校へは通わなかった。下働きをしながら、ワシントン・スクウェア・カレッジと、コロンビア大学の夜間クラスでテキサス出身の作家ドロシー・スカボローのもとで創作を学んだ。作家になる決意をし、1936年自叙伝「Wunderkind」をストーリー・マガジン（Story magazine）から出版した。音楽の才能がある人物と思春期の不安が描かれている。

## 結婚と仕事
1935年彼女はノースカロライナ州に移り、1937年にリーブス・マッカラーズと結婚した。そこで初の小説である『心は孤独な狩人』が書かれた。南部ゴシックの傑作である。このタイトルは、彼女の編集者がフィオナ・マクラウド（Fiona MacLeod）の詩「The Lonely Hunter」からとってきて提案したものだった。この小説はアンチ・ファシスト本として理解されている。合計で彼女は8冊の本を出している。23歳のときに書かれた『心は孤独な狩人』（1940）、『黄金の眼に映るもの（原題：Reflections in a Golden Eye）』（1941）、そして『結婚式のメンバー（原題：The Member of the Wedding）』（1946）は最もよく知られている作品である。短編小説集『悲しき酒場の唄（原題：The Ballad of the Sad Café）』（1951）もまた、孤独や報われない愛の痛みを描いている。彼女はニューヨークのサラトガ・スプリングズにあるヤドー（Yaddo、アーティストのコミュニティー）の同窓生だった。
『心は孤独な狩人』は1968年にアラン・アーキン主演で『愛すれど心さびしく』として映画化された。『黄金の眼に映るもの』は1967年にジョン・ヒューストン監督により『禁じられた情事の森』として映画化され、マーロン・ブランドとエリザベス・テーラーが出演した。のちにヒューストン監督は次のように語っている。「わたしが初めてカーソン・マッカラーズに会ったのは、第二次大戦中のことで、ニューヨークの北部にポーレット・ゴダードとバージェス・メレディスを訪ねたときだ。彼女はすぐ近くに住んでいて、ある日散歩していると、彼女は自宅の戸口からわたしたちを歓呼して迎えてくれた。そのとき彼女は20代前半だったが、すでに最初の（脳）卒中を起こしていた。……（その様子は）麻痺ではなく、むしろ臆病な動物の震えだった。しかし、カーソン・マッカラーズが立ち向かった人生の中で、その態度には怯えも弱さもなかった……」。

## 結婚の終わり、労苦
彼女の結婚はうまくいかなかった。彼ら夫婦はどちらもホモセクシャルの関係だった。マッカラーズとリーブスは1940年に別居し、1941年に離婚した。彼女がリーブスと別れたあと、ニューヨークへ移り、雑誌ハーパーズ バザーの編集者ジョージ・デイビスと同居した。ブルックリンで彼女はアートコミュニティーのFebruary Houseのメンバーになった。彼らの友人にはW・H・オーデン、ベンジャミン・ブリテン、ポール・ボウルズと夫人のジェーンがいる。第二次世界大戦後、彼女はほとんどパリで過ごした。このころの彼女の親しい友人にはトルーマン・カポーティ、テネシー・ウィリアムズがいる。
1945年、マッカラーズとリーブスは再婚した。3年後、彼女が鬱病のとき、自殺を企てた。1953年、リーブスは彼女に心中しようと説得したが、彼女は逃げだした。彼女が彼のもとを去ったあと、彼らが住んでいたパリのホテルで、リーブスは睡眠薬の過剰摂取で自殺した。マッカラーズのほろ苦い戯曲「The Square Root of Wonderful」（1957）では、このトラウマ体験の調査を試みている。「The Member of the Wedding」（1946）は女の子の、兄弟の結婚のときの気持ちを描いている。この小説のブロードウェイ上演（1950-1951）は成功を収め、2007年9月にはロンドンのヤング・ヴィクにてプロデュースされた。
マッカラーズは生涯にわたっていくつかの病気とアルコール使用障害に苦しんだ。彼女は15歳にリューマチ熱にかかり、若いころから卒中を起こしていた。31歳のときには、左半身がすっかり麻痺していた。卒中の結果として生じる脳の大出血のあと、1967年9月29日ニューヨーク州ナイアックで亡くなった。死までの数ヶ月間、彼女は未完の自伝「Illumination and Night Glare」（1999）を口述した。

## 批評
マッカラーズの作品はよく「南部ゴシック」と言われるが、彼女は南部を離れたあと、有名な作品を作り出した。アイルランド出身の作家テレンス・デ・ヴェア・ホワイト (弁護士・編集者、1912 – 1994)との討論でマッカラーズは次のように述べている。「書くことは、わたしにとって、神を探すことだ」。アメリカ人作家のゴア・ヴィダルは彼女の作品を「われわれの二流文化（アメリカ文化の意）のなかの満足のいく、いくつかの業績の1つである」と賞賛している。他の批評家は、彼女の著作のなかに悲喜劇的な、また政治的な要素を発見している。

## 訳書一覧
- 『心は孤独な狩人』 村上春樹訳（新潮社 のち新潮文庫）、電子書籍も刊
  - 『心は孤独な狩人』 河野一郎訳（新潮文庫）、旧訳：グーテンベルク21（電子書籍）で再刊　
  - 『心は孤独な猟人』 江口裕子訳（荒地出版社）
  - 『話しかける彼等』 中川のぶ訳（四季書房）
  - 『愛すれど心さびしく』 山本恭子訳（秋元書房）

- 『結婚式のメンバー』 村上春樹訳（新潮文庫 村上柴田翻訳堂）、渥美昭夫訳（中央公論社）、竹内道之助訳（三笠書房）
  - 『夏の黄昏』 加島祥造訳（福武文庫）、グーテンベルク21で再刊
- 『悲しき酒場の唄／騎手』 西田実訳（白水社 のち白水Uブックス）
  - 『哀れなカフェの物語』 山下修・嶋忠正 訳（英宝社）
  - 『悲しきカフェのうた』 尾上政次訳（筑摩書房、世界文学大系）、グーテンベルク21で再刊
  - 『哀しいカフェのバラード』 村上春樹訳（新潮社）、電子書籍も刊。山本容子画
- 『黄金の眼に映るもの』 田辺五十鈴訳（講談社 のち講談社文庫）、宮本陽吉訳（中央公論社）
- 『針のない時計』 佐伯彰一・田辺五十鈴 訳（講談社 のち講談社文庫）
- 『カーソン・マッカラーズ短編集　～少年少女たちの心の世界～』 浅井明美訳 (近代文芸社）
- 『マッカラーズ短篇集』ハーン小路恭子・西田実 訳（ちくま文庫）

## 作品

### 小説
- 心は孤独な狩人 "The Heart Is a Lonely Hunter"（1940）
- 黄金の眼に映るもの "Reflection in a Golden Eye"（1941）
- 結婚式のメンバー "The Member of the Wedding"（1946）
- 針のない時計 "Clock Without Hands"（1961）

### 他の作品
- 悲しき酒場の唄 "The Ballad of the Sad Cafe"（1951） 短編集。
- "The Square Root of Wonderful"（1958） 戯曲。
- "Sweet as a Pickle and Clean as a Pig"（1964） 詩集。
- "The Mortgaged Heart"（1972） 死後に妹リタに編集された。
- "Illumination and Night Glare"（1999） 未完の自伝。死後に出版。